# 瓜地馬拉種族屠殺

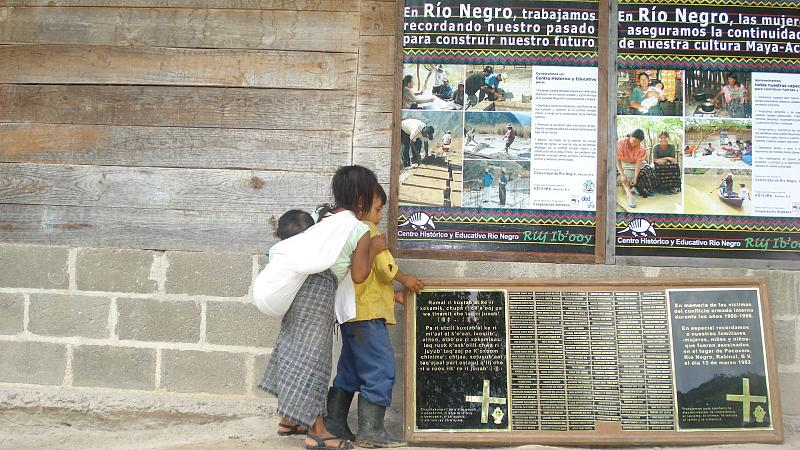
尼格羅河屠殺（1980年至1982年）的紀念牌匾

瓜地馬拉種族屠殺（西班牙語：Genocidio guatemalteco）又稱馬雅種族屠殺（西班牙語：Genocidio maya）、沈默的大屠殺（西班牙語：Holocausto silencioso），為瓜地馬拉內戰期間土生白人的軍政府對馬雅人的大屠殺，自1965年起軍政府一貫的政策即是大量屠殺、虐待與草率處決左翼游擊隊成員，且美國官員對此知情，曾發表報告討論瓜地馬拉軍政府以屠殺上千人作為維繫恐怖統治的手段。人權觀察指這些屠殺「異常地殘忍」，且多為針對非武裝的平民。
種族屠殺在瓜地馬拉北部弱者游擊隊（EGP）活躍的地區尤為嚴重，瓜地馬拉軍隊將當地馬雅農民均視為游擊隊的支持者，並對其展開大規模屠殺。殺害平民的案件自內戰爆發起即持續發生，但1975年起軍隊開始全面屠殺行動，並於1980年代初期達到高峰，內戰期間軍方至少發動了626起屠殺，1981年至1983年間即摧毀440座馬雅村莊，有些市鎮中有多達三分之一的村莊被毀，1985年的一份研究報告指出有超過20萬名兒童失去了至少一名雙親，且1980年至1985年間有45,000至60,000人遇害。
據統計，有約20萬人在瓜地馬拉種族屠殺中遇害，包括至少4萬名下落不明者，其中93%為被政府軍隊殺害，聯合國資助的歷史澄清委員會（CEH）調查共42,275起遇害或失蹤案件，其中有83%遇害者為馬雅人，1999年CEH調查結論指出瓜地馬拉軍隊犯下種族屠殺，且美國對其提供軍事訓練，對衝突中的人權侵犯有嚴重影響，但美國隊屠殺不負有直接責任。1982年至1983年任瓜地馬拉總統的埃弗拉因·里奧斯·蒙特被控犯下戰爭罪，2013年被判有罪，為首次有總統被判在本國犯下種族屠殺罪，但此判決隨後被推翻，至其於2018年逝世為止仍未能終審宣判，法院只得終結訴訟。